# Interphasma lushanense
Interphasma lushanense är en insektsart som beskrevs av Chen, S.C. och Yun He He 2008. Interphasma lushanense ingår i släktet Interphasma och familjen Phasmatidae. Inga underarter finns listade i Catalogue of Life.